# Werwolf

Vlajka Werwolf

Werwolfové byli němečtí záškodníci, kteří prováděli svoji činnost na konci druhé světové války a bezprostředně po ní. Jejich pojmenování werwolf – vlkodlak je odvozeno od mystického zjevení, napůl člověka, napůl šelmy, která se živí lidskou krví. 

## Historie

### Vznik organizace
Již během neúspěšných tažení německé armády na východní frontě uvažovali někteří vedoucí nacističtí pohlaváři o tom, zda by v případě nepříznivého vývoje druhé světové války či dokonce porážky Německa mělo vzniknout záškodnické či partyzánské hnutí, které by bojovalo proti nepříteli. V průběhu války byly zpracovány varianty možného odboje, jedna z nich pracovníkem zpravodajského oddělení Reinhardem Gehlenem, další nechal vyhotovit Heinrich Himmler. Válečné neúspěchy Německa přiměly roku 1944 jeho vedoucí činitele, aby v této záležitosti začali s výcvikem a s organizačním a materiálovým zabezpečením. Na podzim se rozběhla akce „W“, přičemž byli vybíráni vhodní dobrovolníci, kteří byli školeni pro partyzánskou válku ve výcvikových centrech německých vojenských a bezpečnostních složek.
Jedním z vysokých školících důstojníků SS byl i nechvalně proslulý Otto Skorzeny, který učil werwolfy záškodnické činnosti na zámečku Friedenthal u Berlína. Absolventi se učili střílet, potichu zabíjet, šifrovat, sbírat zpravodajské informace, vyhazovat vlaky do povětří, ničit budovy a mosty atd. Školili se také v systému stopařských značek, které je měly v lesním terénu dovést k jejich skrýším. Na přelomu let 1944 a 1945 znovu vyšel román tehdy již nežijícího německého autora Hermanna Lönse „Der Wehrwolf“ (česky jako Vlkodlak: Selská kronika), který pojednával o německém podzemním odporu v dobách třicetileté války, avšak který byl dán do dějinné souvislosti s blížícími se událostmi. Kniha byla vydávána ve větším nákladu než Hitlerův Mein Kampf, a četla se povinně v armádě, v SS, v Hitlerjugend i ve školách, a byla vydávána za učebnici novodobého werwolfu. V této době se začala na území Třetí říše budovat síť tajných skladů, které měly být zásobárnou pro činnost těchto německých partyzánů.

### Činnost Werwolfu ve válce
Bojová aktivita werwolfu byla různá, rozdílná byla zejména ve vztahu k postupujícím spojeneckým silám. Zatímco na západě se jednotky rozpadly a zbývající bojovníci byli odhaleni na základě udání od sousedů, na východě byla jejich činnost daleko výraznější, protože zde se nemohli Němci smířit, že jsou poraženi od „židobolševiků“. Jedinou větší akcí werwolfů na západě byla Operace Karneval, při které byl zavražděn první demokraticky zvolený starosta Cách Franz Oppenhoff.
Výcvikové středisko werwolfů bylo v severních Čechách na zámku v Krásném Březně, části Ústí nad Labem.
V květnu roku 1945 v samém závěru války vydal velkoadmirál Dönitz rozkaz, v němž nařizuje werwolfům složit zbraně na západě, „protože to poškozuje náš národ“, ale o konci jejich činnosti na východě se nezmínil.

### Poválečná činnost Werwolfu v Sudetech
V lednu 1945 se v „hlavním městě“ werwolfu v Ústí nad Labem konala schůzka vybraných hodnostářů Sudetské župy, která se zabývala působením této organizace v českém pohraničí. Dne 31. ledna 1945 obdržel státní tajemník úřadu říšského protektora K. H. Frank instrukce k akci „W“ s rozpisem kurzů, které se měly konat ve škole Sudetské župy SA v Doksech. V Sudetech byla postupně vytvářena další výcviková centra a budovány tajné sklady, přičemž hlavním skladem zbraní a třaskavin se stal zámek v Krásném Březně. Organizace se vytvářela od března roku 1945 a vstupovali do ní většinou mladí lidé z řad Hitlerjugend a Svazu německých dívek. Činnost werwolfu začala již při osvobozování Československa, kdy němečtí záškodníci prováděli útoky nejen na vojáky Rudé armády, ale jsou zaznamenány i akce proti Američanům v západních Čechách.
Po ukončení bojů druhé světové války docházelo ke střetům s československou armádou, která obsazovala pohraničí. Menší vojenské jednotky byly napadány střelbou ze zálohy, docházelo k teroristickým pumovým útokům. Příslušníci werwolfu prováděli útoky proti českým civilistům, kteří byli před válkou vyhnáni a vraceli se zpět do svých domovů, mnohdy docházelo k ničení jejich majetku, nezastavili se ani před vražděním německých antinacistů. Ještě roku 1946 došlo k vraždám několika československých policistů. Československo se tak stalo paradoxně zemí, kde teroristická a záškodnická činnost werwolfu po ukončení války byla ze všech zemí nejvyšší.
V červenci 1945 došlo k výbuchu skladiště válečného materiálu v Krásném Březně, který se nacházel několik metrů od bývalého výcvikového střediska werwolfu. Obrovský výbuch, jehož příčina nikdy nebyla uspokojivě vysvětlena a doložena, nejenže zabil na místě desítky lidí, ale zničil i velké zásoby strategicky důležitého materiálu. O tomto incidentu informovala i tajná vysílačka werwolfů, která vysílala až do konce léta 1945. Bezprostředně po výbuchu následoval masakr německých civilistů, kterému učinily přítrž jednotky československého vojska.

## Ve filmu
Činnost werwolfů na Tachovsku během poválečného dosidlování pohraničí je tematizována ve filmu Drsná Planina (1979), do Jeseníků je zasazen děj filmu Zánik samoty Berhof (1983).